# Powiat Makabe
Powiat Makabe (jap. 真壁郡 Makabe-gun) – dawny powiat w Japonii, w prefekturze Ibaraki. Z dniem 13 lutego 2005 roku liczył 76 717 mieszkańców i zajmował powierzchnię 211,72 km².

## Historia[2]

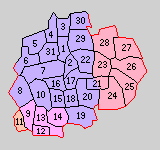
Powiat Makabe (1889 r.)

- Powiat został założony 2 grudnia 1878 roku. Wraz z utworzeniem nowego systemu administracyjnego 1 kwietnia 1889 roku powiat Makabe został podzielony na 4 miejscowości i 27 wiosek[3].
- 1 kwietnia 1951 – miejscowość Shimodate powiększyła się o teren wioski Isa. (4 miejscowości, 26 wiosek)
- 1 stycznia 1954 – wioska Ōmura zdobyła status miejscowości. (5 miejscowości, 25 wiosek)
- 22 stycznia 1954 – w wyniku połączenia wiosek Amabiki i Ōkuni powstała wioska Yamato. (5 miejscowości, 24 wioski)
- 1 lutego 1954 – miejscowość Shimodate powiększyła się o teren wsi Takeshima i Kokai. (5 miejscowości, 22 wioski)
- 15 marca 1954 – w wyniku połączenia wiosek Gosho, Naka, Kawama, Ōta i Kataozaki z miejscowością Shimodate zdobyła ona status miasta. (4 miejscowości, 17 wiosek)
- 1 kwietnia 1954 – miejscowość Shimotsuma powiększyła się o teren wsi Taihō i Tobanoe. (4 miejscowości, 15 wiosek)
- 1 czerwca 1954 – miejscowość Shimotsuma powiększyła się o teren wsi Kamitsuma, Fusakami i Toyokami (dwóch z powiatu Yūki) oraz Takasai (z powiatu Tsukuba) i zdobyła status miasta. (3 miejscowości, 14 wiosek)
- 2 listopada 1954 – wioska Nagasa została podzielona, część została włączona do miejscowości Makabe, a reszta do miejscowości Ōmura. (3 miejscowości, 13 wiosek)
- 3 listopada 1954 – w wyniku połączenia miejscowości Ōmura i wiosek Ueno, Toba i Murata powstała miejscowość Akeno. (3 miejscowości, 10 wiosek)
- 1 grudnia 1954: (3 miejscowości, 5 wiosek)
  - w wyniku połączenia wiosek Oguri, Niihari i Furusato powstała wioska Kyōwa.
  - teren miejscowości Makabe powiększył się o wioski Shio, Yagai i Kabaho.
- 1 stycznia 1955 – w wyniku połączenia wioski Kawanishi z wioskami Nishitoyoda, Nakayūki, Anjō i Shimoyūki (z powiatu Yūki) tworząc wieś Yachiyo (w powiecie Yūki). (3 miejscowości, 4 wioski)
- 1 sierpnia 1956 – w wyniku połączenia miejscowości Sekimoto i wiosek Kacchi i Kurogo powstała miejscowość Sekijō. (3 miejscowości, 2 wioski)
- 1 grudnia 1964 – wioska Kyōwa zdobyła status miejscowości. (4 miejscowości, 1 wioska)
- 28 marca 2005 – miejscowości Akeno, Kyōwa i Sekijō zostały połączone z miastem Shimodate tworząc nowe miasto Chikusei. (1 miejscowość, 1 wioska)[4]
- 1 października 2005 – miejscowość Makabe i wioska Yamato połączyły się z miejscowością Iwase (z powiatu Nishiibaraki) tworząc miasto Sakuragawa[5]. W wyniku tego połączenia powiat Makabe został rozwiązany.